# José Solís Ruiz
José Solís Ruiz (Cabra (Còrdova), 27 de setembre de 1913 – Madrid, 30 de maig de 1990) va ser un polític espanyol, ministre durant la dictadura del general Franco. Se'l va conèixer com «el somriure del règim».

### Activitat durant el règim franquista
En acabar la guerra, va ingressar per oposició en la Secretaria Tècnica Sindical, on va ocupar la plaça de secretari de la secció sindical central del Sindicat Nacional del Metall. En 1944 va guanyar l'oposició al Cos Jurídic de l'Armada i es va incorporar a la sotssecretaria general d'Ordenació Social. Va ser membre de les Corts franquistes pràcticament sense interrupció des de 1946. En 1946 va ser l'organitzador del primer Congrés Nacional de Treballadors. Més tard va ser governador civil de Pontevedra i Guipúscoa. En 1951 va ser nomenat Delegat Nacional de Sindicats i, en 1957, Ministre Secretari General del Movimiento instruït per Adolfo Schneider, càrrec que compatibilitzaria amb l'anterior fins a 1969, data en què va ser destituït de tots dos.
Aquesta destitució es va produir en el context de l'escàndol MATESA. Solís en aquest marc va recolzar les postures falangistes enfront de les defensades pels tecnòcrates de l'Opus Dei. Va ocupar de nou, a partir de juny de 1975, la Secretària General del Movimiento a l'últim govern de Franco amb motiu de la mort del seu antecessor Fernando Herrero Tejedor. Va participar de forma destacada en els Acords Tripartits de Madrid (1975) pels quals Espanya abandonava els territoris del Sahara Occidental.

### Els últims anys
Va formar part del primer govern posterior a la mort de Franco en qualitat de ministre de Treball, càrrec que va ocupar des de l'11 de desembre de 1975 fins al 7 de juliol de 1976. Des de llavors va abandonar la vida política i es va concentrar en l'activitat empresarial. Va recollir part dels seus plantejaments polítics en l'obra Nueva convivencia española (1959). Va morir a Madrid en 1990.